# WME Awards para Álbum do Ano
WME Awards para Álbum do Ano é um prêmio dado anualmente no WME Awards, uma cerimônia estabelecida em 2017, que visa valorizar o trabalho de mulheres na música.

## Vencedoras e indicadas

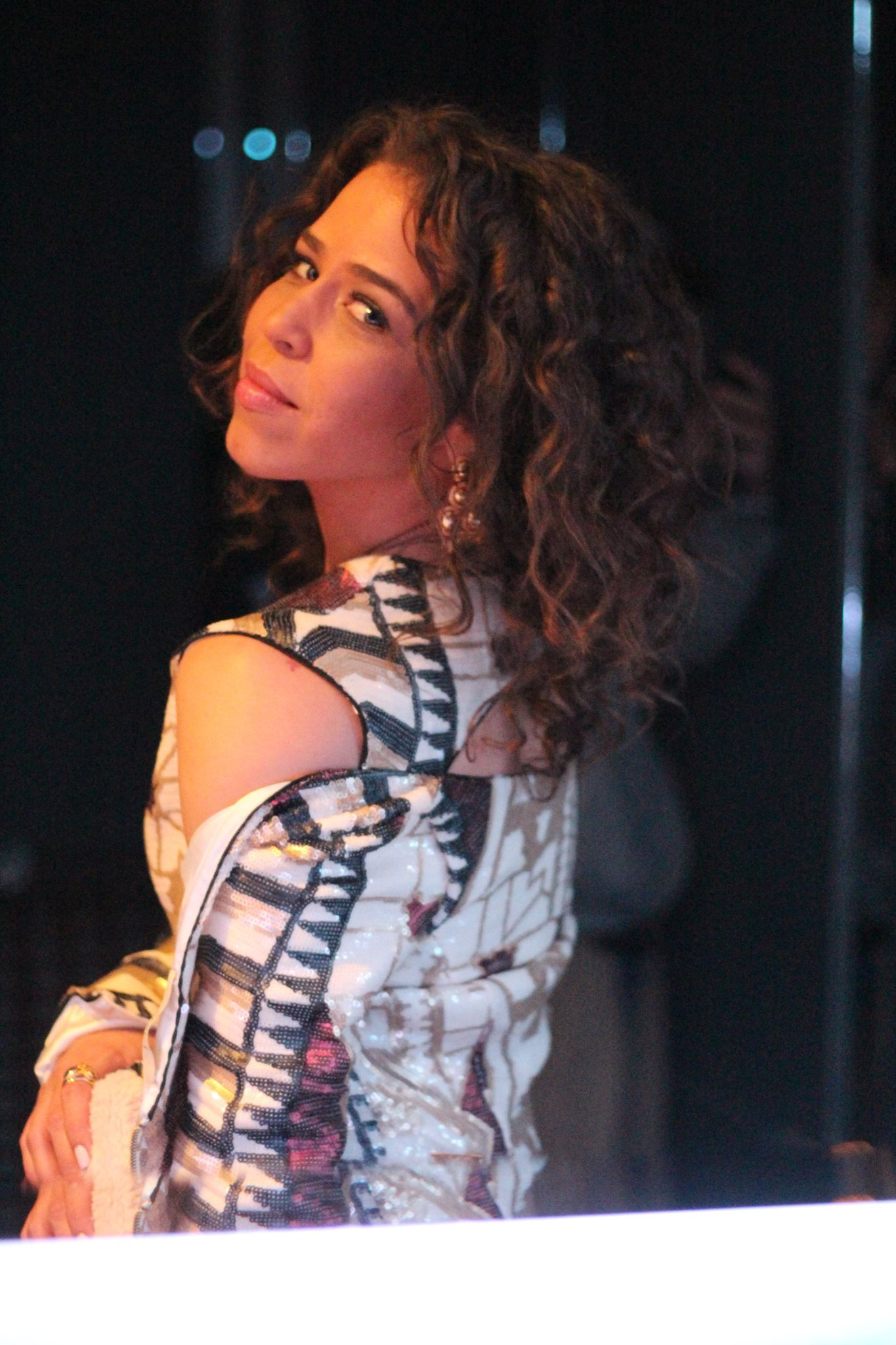
Vencedora inaugural, Flora Matos por Eletrocardiograma (2017).

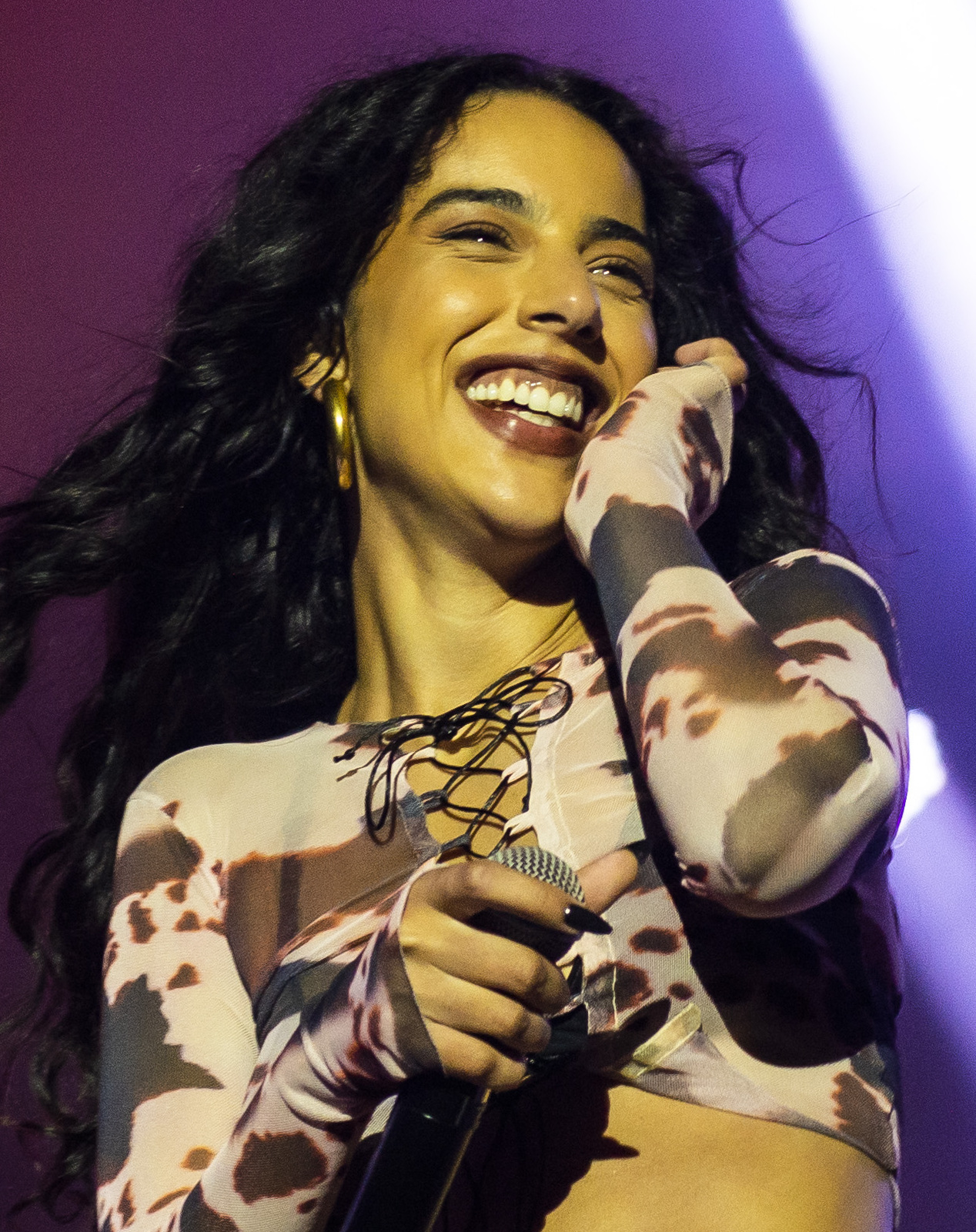
Vencedora em 2023, Marina Sena por Vício Inerente.

### Década de 2010
| Ano  | Vencedor(a)                     | Indicados | Ref.  |
| ---- | ------------------------------- | --- | ----- |
| 2017 | Flora Matos – Eletrocardiograma | - As Bahias e a Cozinha Mineira – Bixa - Larissa Luz – Território Conquistado - Letrux – Letrux em Noite de Climão - Mallu Magalhães – Vem | [ 2 ] |
| 2018 | Iza – Dona de Mim               | - Alice Caymmi – Alice - Anavitória – O Tempo É Agora - Anelis Assumpção – Taurina - Luedji Luna – Um Corpo No Mundo                       | [ 3 ] |
| 2019 | Anavitória – O Tempo É Agora    | - Céu – APKÁ - Lauana Prado – Verdade - Luiza Lian – Azul Moderno - Pitty – Matriz                                                         | [ 4 ] |

### Década de 2020
| Ano  | Vencedor(a)                                    | Indicados | Ref.  |
| ---- | ---------------------------------------------- | --- | ----- |
| 2020 | Luedji Luna – Bom Mesmo É Estar Debaixo D’Água | - Daniela Mercury – Perfume - Jup do Bairro – Corpo Se Juízo - Lexa – Lexa - Mahmundi – Mundo Novo                        | [ 5 ] |
| 2021 | Liniker – Indigo Borboleta Anil                | - Anavitória – Cor - Duda Beat – Te Amo Lá Fora - Ludmilla – Numanice - Luísa Sonza – Doce 22                             | [ 6 ] |
| 2022 | Manu Gavassi – Gracinha                        | - Gaby Amarantos – Purakê - Lauana Prado – Raiz - Ludmilla – Numanice 2 - Marina Sena – De Primeira                       | [ 7 ] |
| 2023 | Marina Sena – Vício Inerente                   | - Iza – Afrodhit - Luísa Sonza – Escândalo Íntimo - Rachel Reis – Meu Esquema - Tulipa Ruiz – Habilidades Extraordinárias | [ 8 ] |
| 2024 | Liniker – Caju                                 | - Duda Beat – Tara e Tal - Duquesa – Taurus, Vol 2. - Luiza Brina – Prece - Priscilla – Priscilla                         | [ 9 ] |

## Estatísticas

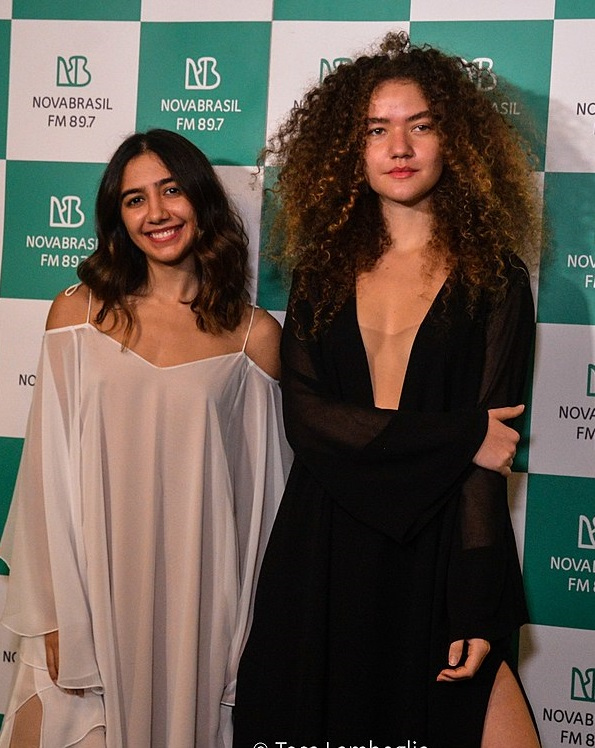
Anavitória, mais indicadas.

| Mais premiadas - Liniker — 2 | Mais indicadas - Anavitória — 3 - Duda Beat — 2 - Iza — 2 - Lauana Prado — 2 - Liniker — 2 - Ludmilla — 2 - Luedji Luna — 2 - Luísa Sonza — 2 - Marina Sena — 2 |